# Moitron
Moitron est une commune française située dans le département de la Côte-d'Or, en région Bourgogne-Franche-Comté.

## Géographie
La commune s'étend sur 15,3 km2 à une altitude comprise entre 335 et 469 mètres.

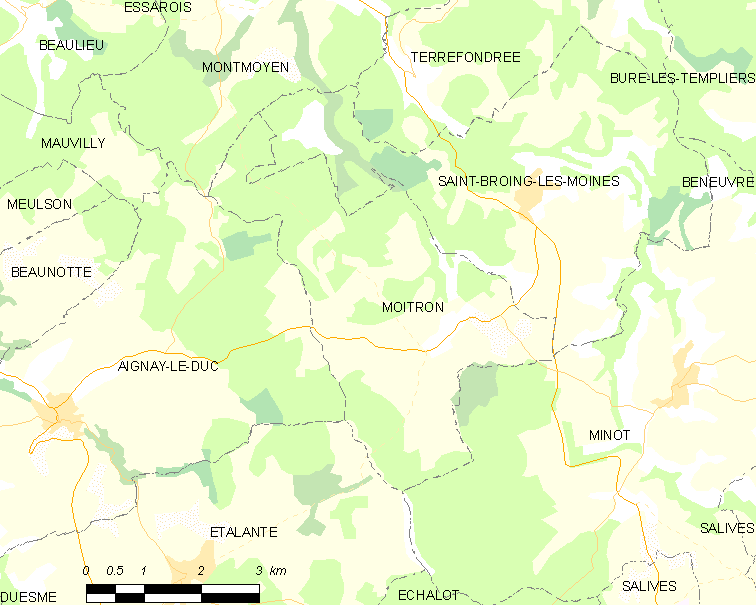

### Hydrographie
Moitron est irriguée par le Brévon et la Digeanne.

### Climat
Pour des articles plus généraux, voir Climat de la Bourgogne-Franche-Comté et Climat de la Côte-d'Or.
En 2010, le climat de la commune est de type climat de montagne, selon une étude du Centre national de la recherche scientifique s'appuyant sur une série de données couvrant la période 1971-2000. En 2020, Météo-France publie une typologie des climats de la France métropolitaine dans laquelle la commune est exposée à un climat océanique altéré et est dans la région climatique  Lorraine, plateau de Langres, Morvan, caractérisée par un hiver rude (1,5 °C), des vents modérés et des brouillards fréquents en automne et hiver. 
Pour la période 1971-2000, la température annuelle moyenne est de 9,6 °C, avec une amplitude thermique annuelle de 16,2 °C. Le cumul annuel moyen de précipitations est de 966 mm, avec 13 jours de précipitations en janvier et 8,8 jours en juillet. Pour la période 1991-2020, la température moyenne annuelle observée sur la station météorologique de Météo-France la plus proche, « Bure Les Templiers_sapc », sur la commune de Bure-les-Templiers à 9 km à vol d'oiseau, est de 10,7 °C et le cumul annuel moyen de précipitations est de 898,2 mm,. Pour l'avenir, les paramètres climatiques de la commune estimés pour 2050 selon différents scénarios d'émission de gaz à effet de serre sont consultables sur un site dédié publié par Météo-France en novembre 2022.

## Urbanisme

### Typologie
Au 1er janvier 2024, Moitron est catégorisée commune rurale à habitat dispersé, selon la nouvelle grille communale de densité à 7 niveaux définie par l'Insee en 2022.
Elle est située hors unité urbaine et hors attraction des villes,.

### Occupation des sols
L'occupation des sols de la commune, telle qu'elle ressort de la base de données européenne d’occupation biophysique des sols Corine Land Cover (CLC), est marquée par l'importance des territoires agricoles (54,2 % en 2018), une proportion identique à celle de 1990 (54,2 %). La répartition détaillée en 2018 est la suivante : terres arables (47,6 %), forêts (44,1 %), zones agricoles hétérogènes (4,9 %), prairies (1,7 %), milieux à végétation arbustive et/ou herbacée (1,7 %). L'évolution de l’occupation des sols de la commune et de ses infrastructures peut être observée sur les différentes représentations cartographiques du territoire : la carte de Cassini (XVIIIe siècle), la carte d'état-major (1820-1866) et les cartes ou photos aériennes de l'IGN pour la période actuelle (1950 à aujourd'hui).

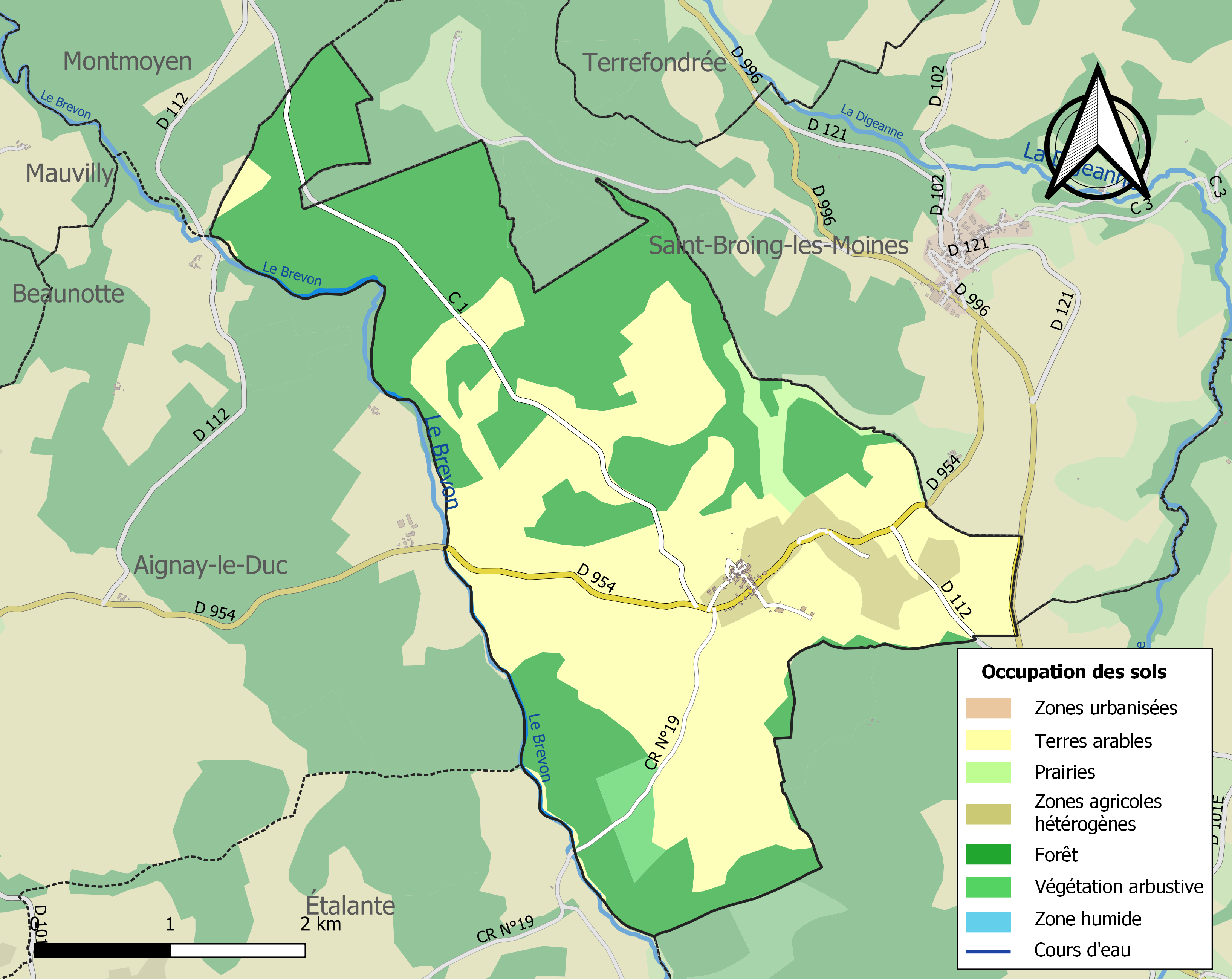
Carte des infrastructures et de l'occupation des sols de la commune en 2018 (CLC).

## Histoire

### Antiquité
Le peuplement est attesté à l'époque celtique par le tumulus de Pachenet puis à l'époque gallo-romaine par la découverte d'une monnaie d'or de Tibère.

### Moyen Âge et Époque moderne
Jusqu'à la Révolution, Moitron n'est qu'un hameau de Saint-Broing-les-Moines, prieuré de l'abbaye de Molesme.

## Politique et administration
| Période                                  | Période  | Identité                             | Étiquette | Qualité              |
| ---------------------------------------- | -------- | ------------------------------------ | --------- | -------------------- |
| 1676                                     |          | Jean MERCIER                         |           |                      |
| 1702                                     |          | Hubert BRESSON                       |           |                      |
| 1756                                     |          | Etienne BRESSON                      |           |                      |
| 1773                                     |          | Laurent LIBANET                      |           |                      |
| 1774                                     |          | Jean MERCIER                         |           |                      |
| 1787                                     |          | Claude VARENNE                       |           |                      |
| 1788                                     |          | Nicolas VOITURET et Bénigne BLANCHOT |           |                      |
| 1790                                     |          | Jacques MERCIER                      |           |                      |
| 1791                                     |          | Jean BRESSON                         |           |                      |
| 1792                                     |          | Claude VARENNE                       |           |                      |
| 1793                                     |          | Jean Pierre MICHAUD                  |           |                      |
| An 2                                     |          | Jean BRIGANDET                       |           |                      |
| An 3                                     |          | Jean Pierre MICHAUD                  |           |                      |
| An 8                                     |          | Jean BRIGANDET                       |           |                      |
| An 10                                    |          | Jean Baptiste HAIRON                 |           |                      |
| An 12                                    |          | Claude VARENNE                       |           |                      |
| 1807                                     |          | Nicolas DIENOT                       |           |                      |
| 1811                                     |          | Didier DESCHAMPS                     |           |                      |
| 1816                                     |          | Jean Baptiste HAIRON                 |           |                      |
| 1821                                     |          | Louis GILLEMIN                       |           |                      |
| 1826                                     |          | Didier DESCHAMPS                     |           |                      |
| 1831                                     |          | Etienne SULLEROT                     |           |                      |
| 1840                                     |          | Claude CAISET                        |           |                      |
| 1843                                     |          | Nicolas CAISET                       |           |                      |
| 1845                                     |          | Jean Julien MERCIER                  |           |                      |
| 1846                                     |          | Claude HAIRON                        |           |                      |
| 1852                                     |          | Nicolas CAISET                       |           |                      |
| 1878                                     |          | Pierre CHAUCHAUT                     |           |                      |
| 1888                                     |          | Etienne CAISET                       |           |                      |
| 1892                                     |          | Emile HAIRON                         |           |                      |
| 1936                                     |          | Amédée HAIRON                        |           |                      |
| 1944                                     |          | Jules BOURGIN                        |           |                      |
| 1945                                     |          | Marcel ROUSSELET                     |           |                      |
| 1947                                     |          | Charles BOURGIN                      |           |                      |
| 1965                                     |          | Jean Pierre HAIRON                   |           |                      |
| 1966                                     |          | René CHALOPIN                        |           |                      |
| 1973                                     |          | Charles BOURGIN                      |           |                      |
| 1977                                     |          | Richard HENNICK                      | PS        |                      |
| 1983                                     |          | Christine CHALOPIN                   |           |                      |
| 1989                                     |          | Bernard CHALOPIN                     |           |                      |
| 2004                                     | 2008     | Richard Hennick                      |           | Retraité de La Poste |
| 2014                                     | 2020     | Luc Ormancey                         |           | Agriculteur          |
| 2020                                     | en cours | Maud Lachouette                      |           |                      |
| Les données manquantes sont à compléter. |          |                                      |           |                      |

Moitron appartient :
- à l'arrondissement de Montbard,
- au canton de Châtillon-sur-Seine et
- à la communauté de communes du Pays Châtillonnais

## Démographie
L'évolution du nombre d'habitants est connue à travers les recensements de la population effectués dans la commune depuis 1793. Pour les communes de moins de 10 000 habitants, une enquête de recensement portant sur toute la population est réalisée tous les cinq ans, les populations de référence des années intermédiaires étant quant à elles estimées par interpolation ou extrapolation. Pour la commune, le premier recensement exhaustif entrant dans le cadre du nouveau dispositif a été réalisé en 2004.

En 2022, la commune comptait 55 habitants, en évolution de −12,7 % par rapport à 2016 (Côte-d'Or : +0,82 %, France hors Mayotte : +2,11 %).
| 1793 | 1800 | 1806 | 1821 | 1831 | 1836 | 1841 | 1846 | 1851 |
| ---- | ---- | ---- | ---- | ---- | ---- | ---- | ---- | ---- |
| 212  | 185  | 167  | 179  | 191  | 210  | 218  | 229  | 224  |

| 1856 | 1861 | 1866 | 1872 | 1876 | 1881 | 1886 | 1891 | 1896 |
| ---- | ---- | ---- | ---- | ---- | ---- | ---- | ---- | ---- |
| 221  | 200  | 188  | 169  | 156  | 148  | 142  | 129  | 121  |

| 1901 | 1906 | 1911 | 1921 | 1926 | 1931 | 1936 | 1946 | 1954 |
| ---- | ---- | ---- | ---- | ---- | ---- | ---- | ---- | ---- |
| 125  | 121  | 114  | 100  | 98   | 117  | 95   | 113  | 101  |

| 1962 | 1968 | 1975 | 1982 | 1990 | 1999 | 2004 | 2006 | 2009 |
| ---- | ---- | ---- | ---- | ---- | ---- | ---- | ---- | ---- |
| 90   | 89   | 85   | 74   | 58   | 47   | 49   | 52   | 61   |

| 2014 | 2019 | 2022 | - | - | - | - | - | - |
| ---- | ---- | ---- | - | - | - | - | - | - |
| 59   | 59   | 55   | - | - | - | - | - | - |

## Culture locale et patrimoine

### Lieux et monuments
- Église Saint-Léger 1790.  Inscrit MH (1991)[17]. Elle abrite une statue de sainte Catherine et deux anges adorateurs du XVIIIe siècle ;
- fontaine Caiset ;
- bâtiment communal (mairie-école) ;
- site des 4 chênes ;
- lavoir ;
- ancienne fontaine communale ;
- la combe Moitron est classée Site d'Importance Communautaire Natura 2000 depuis 2012. On y remarque :
  - la croix de Moitron datant de 1753 ;

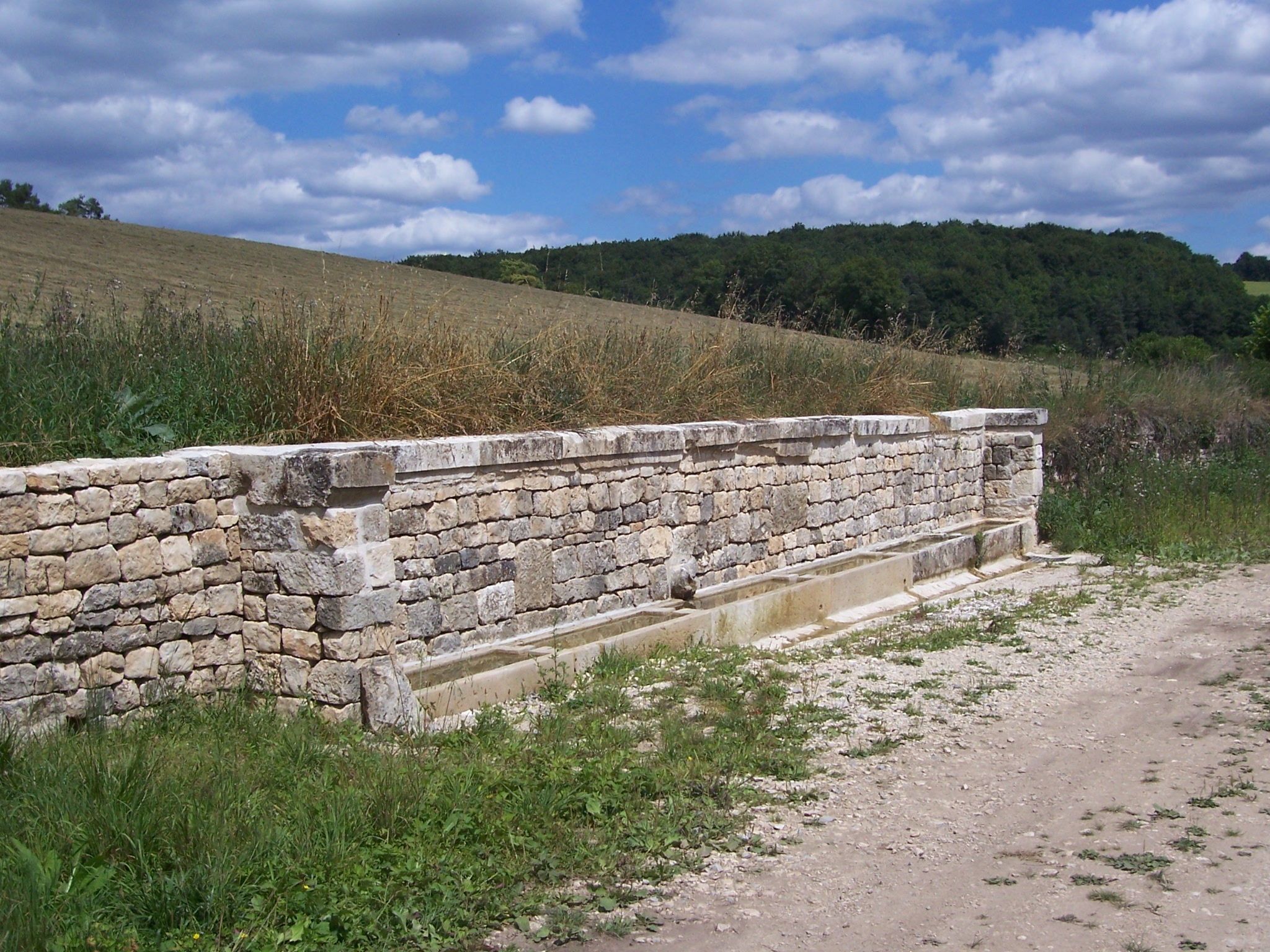
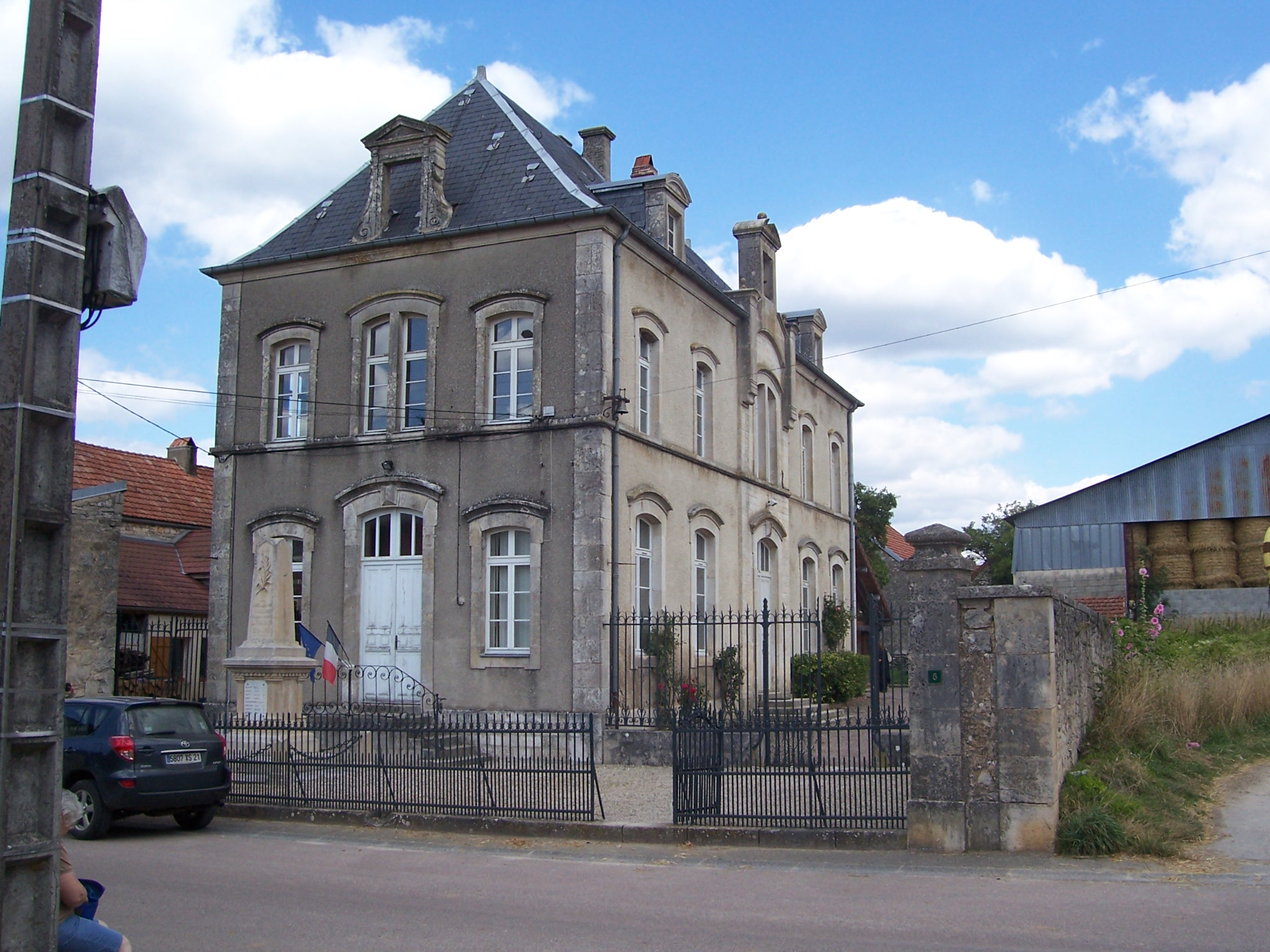
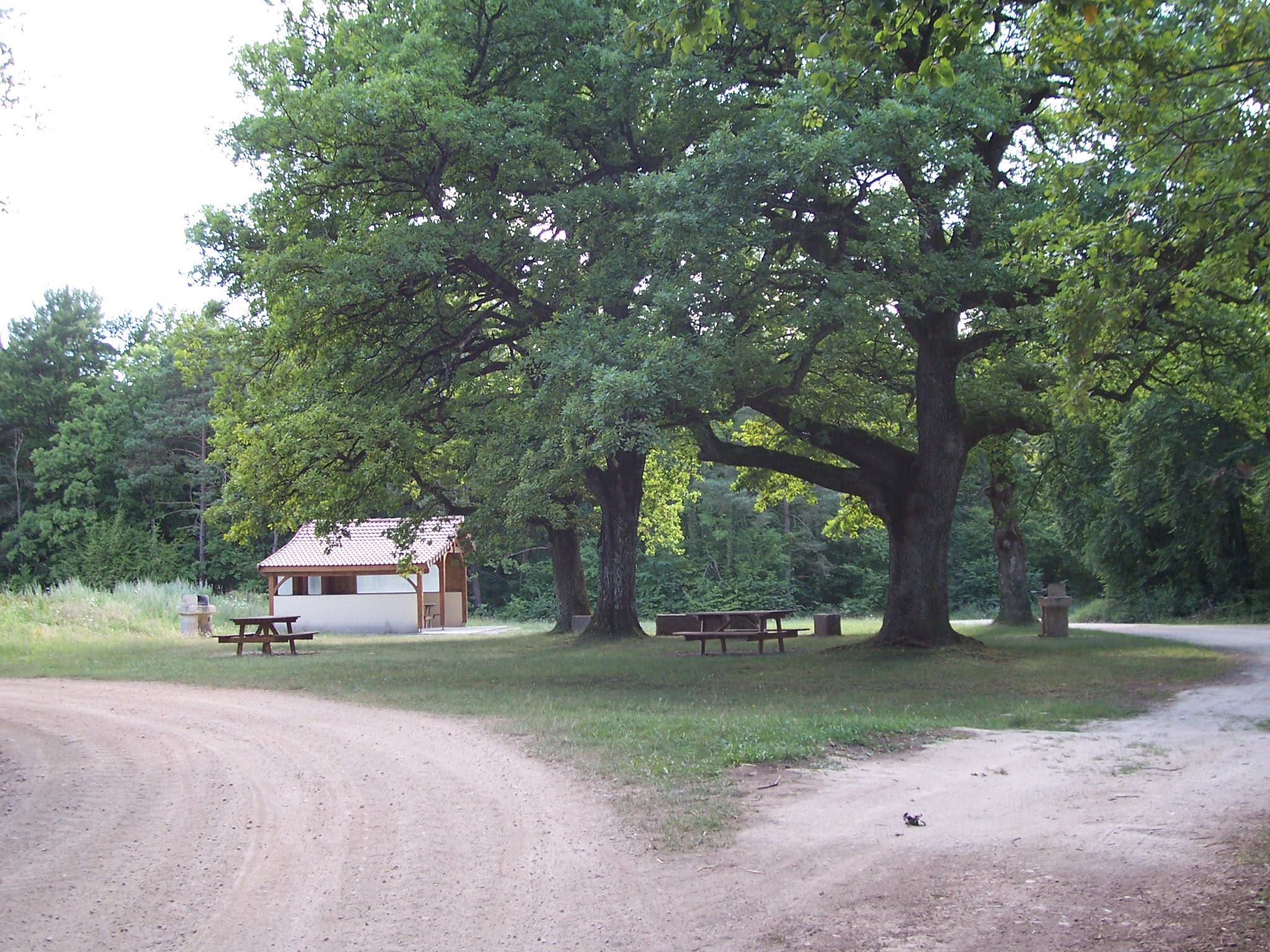
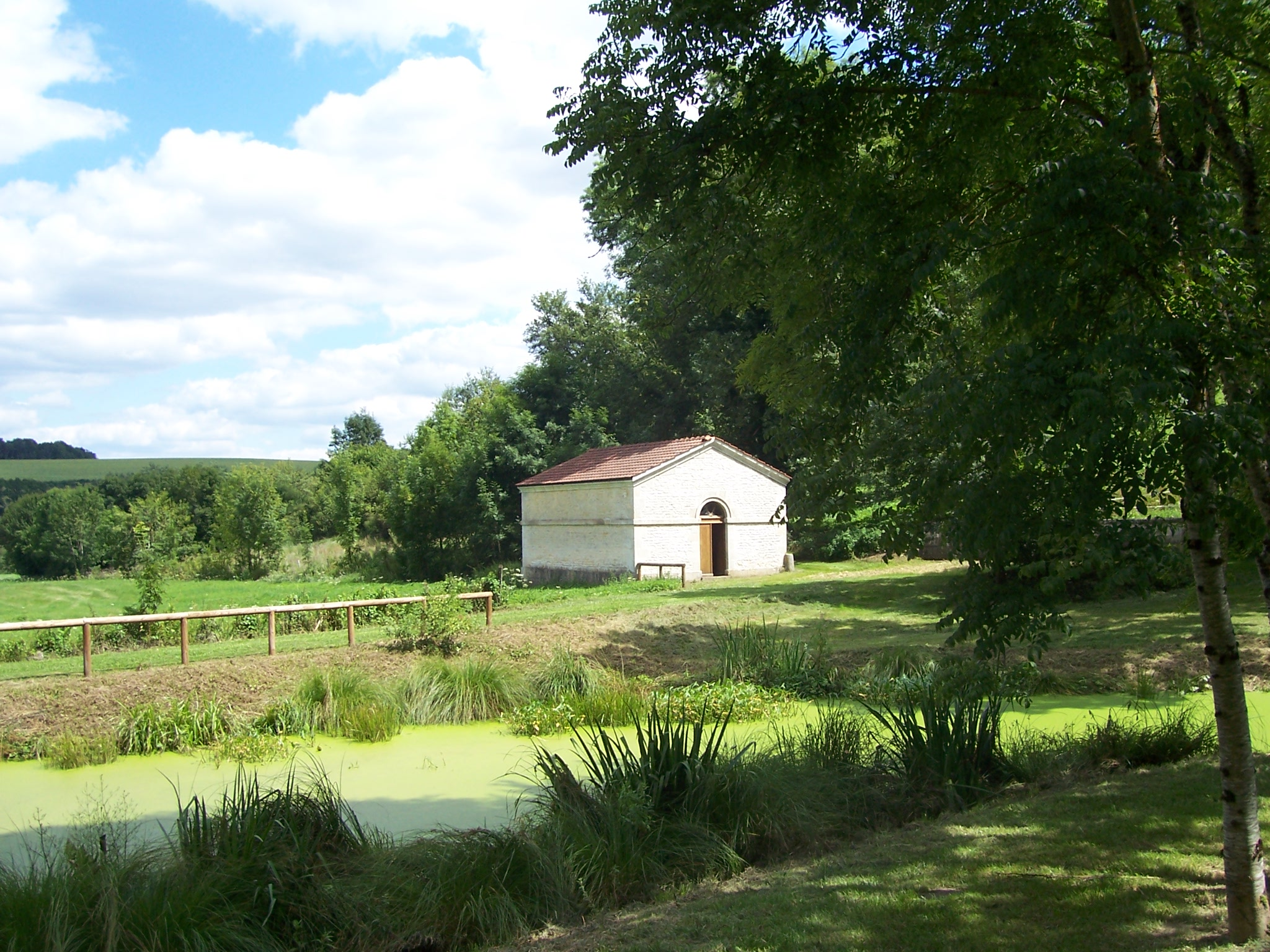
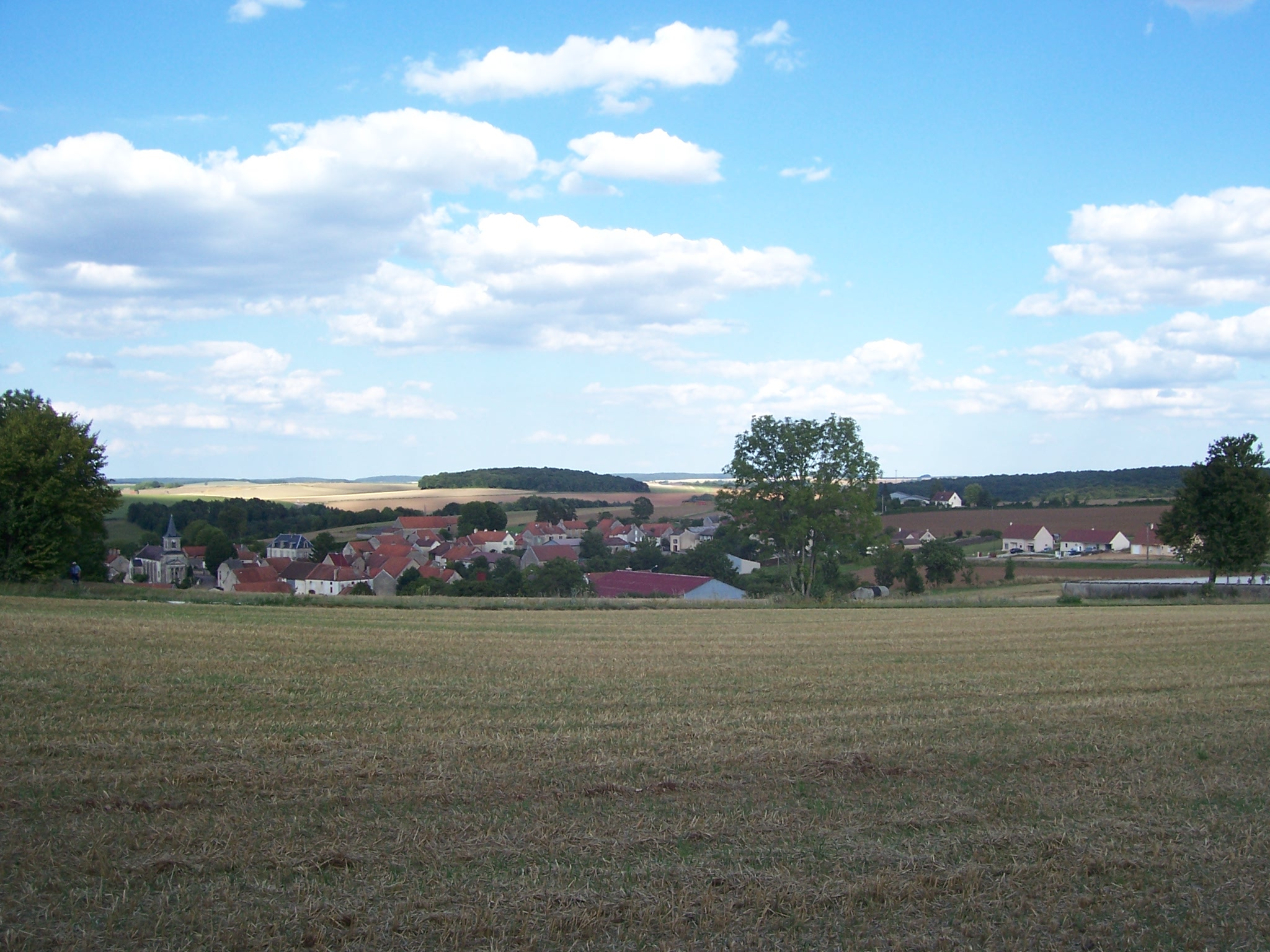
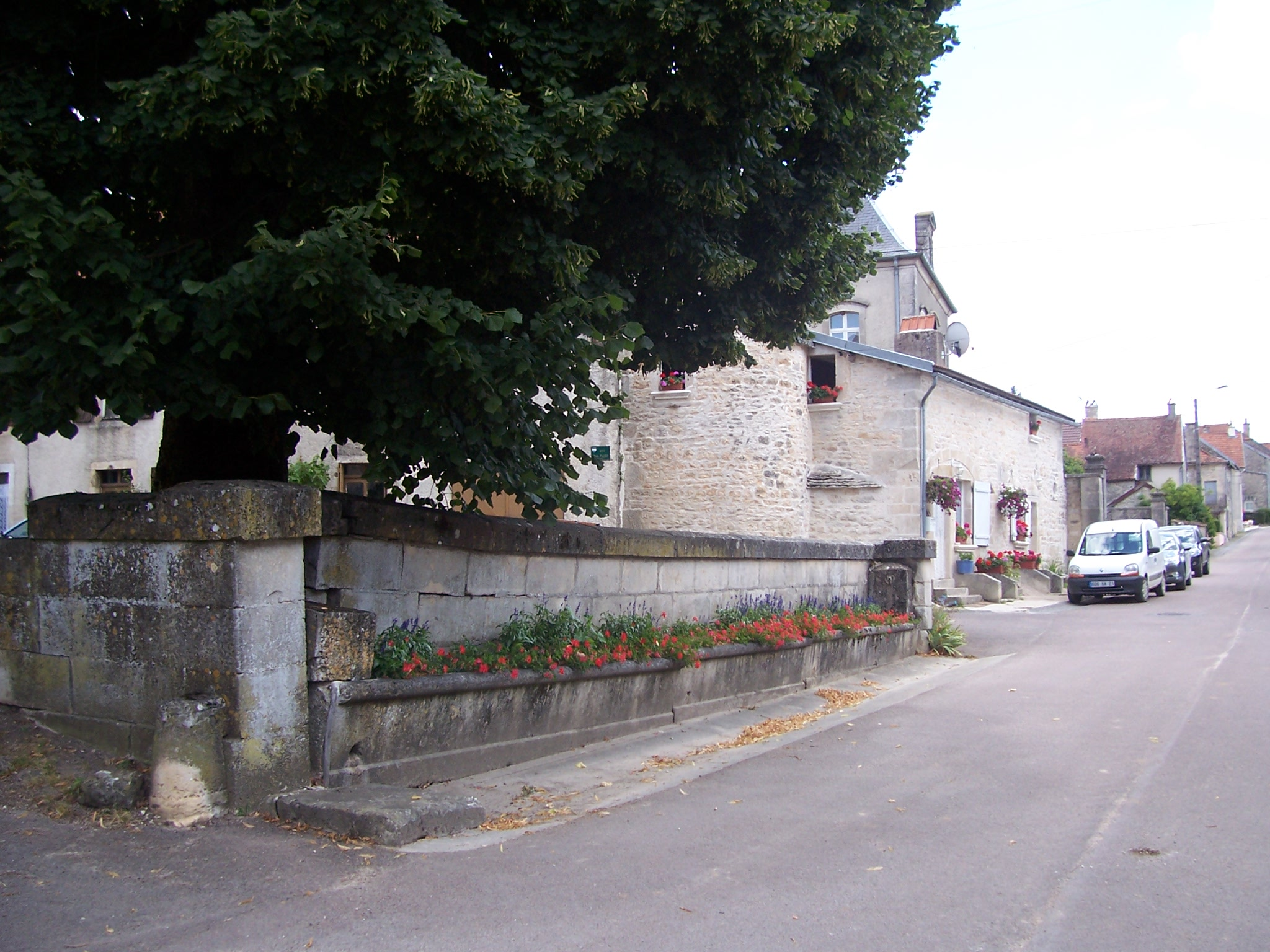
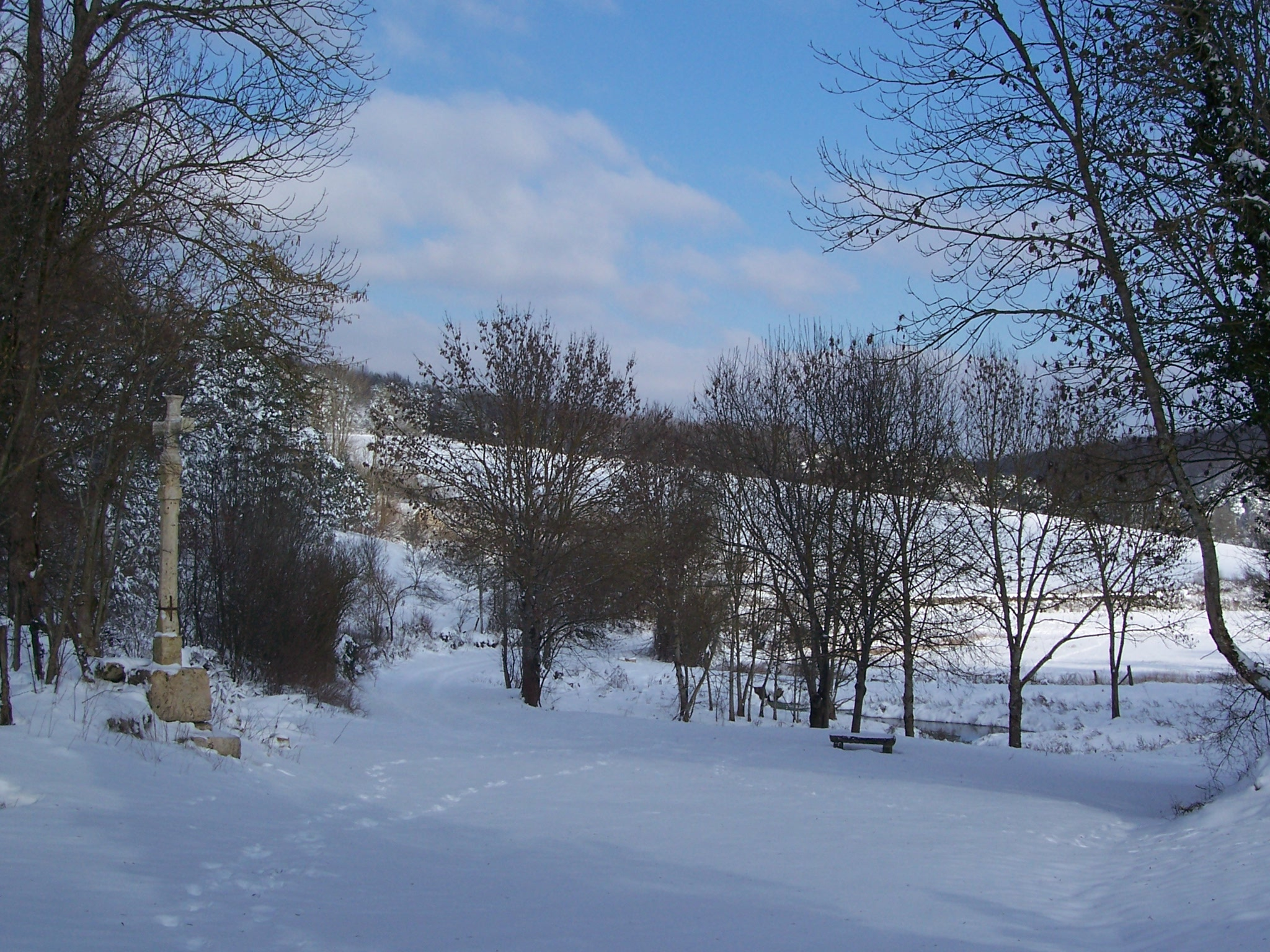
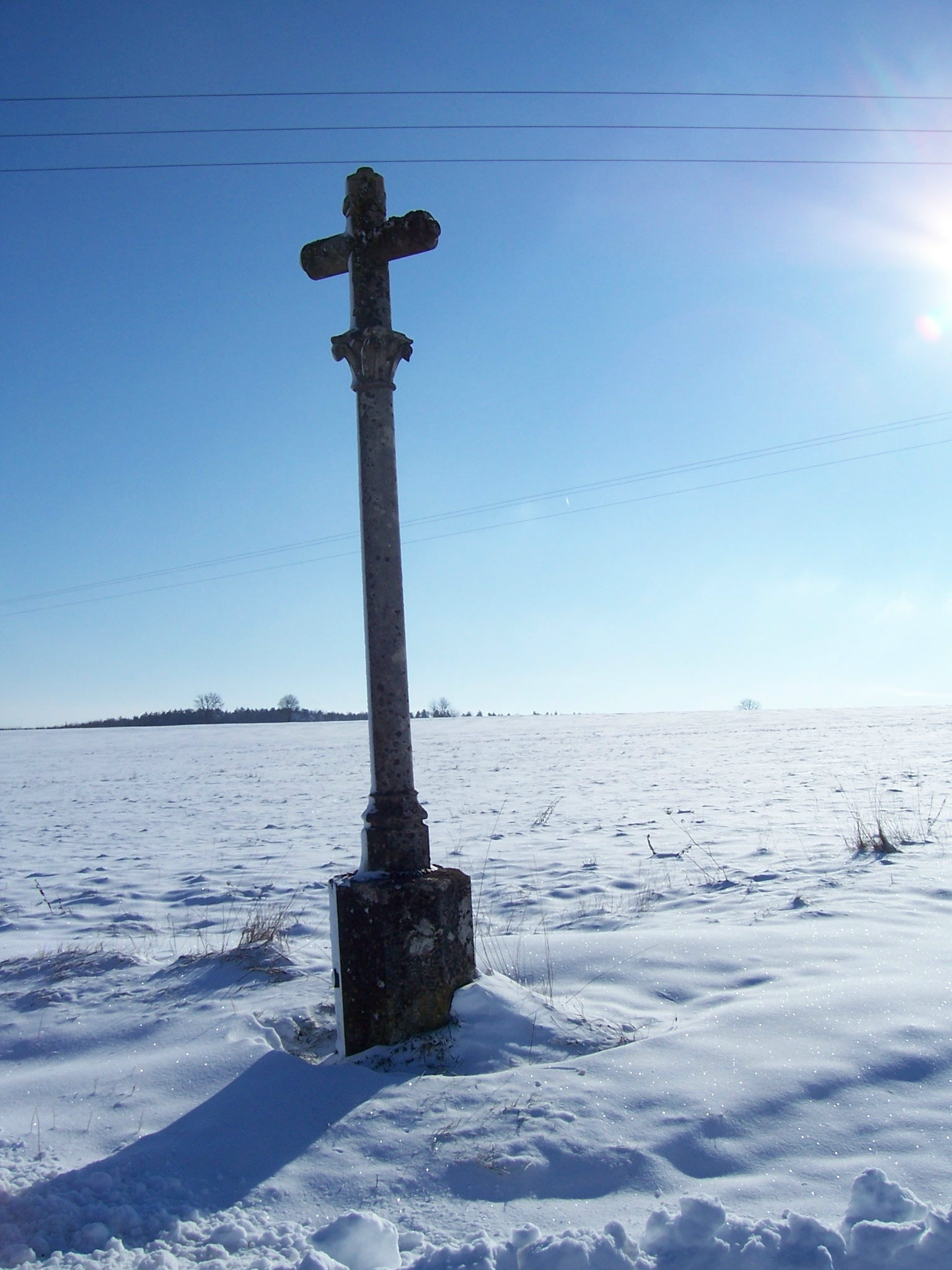
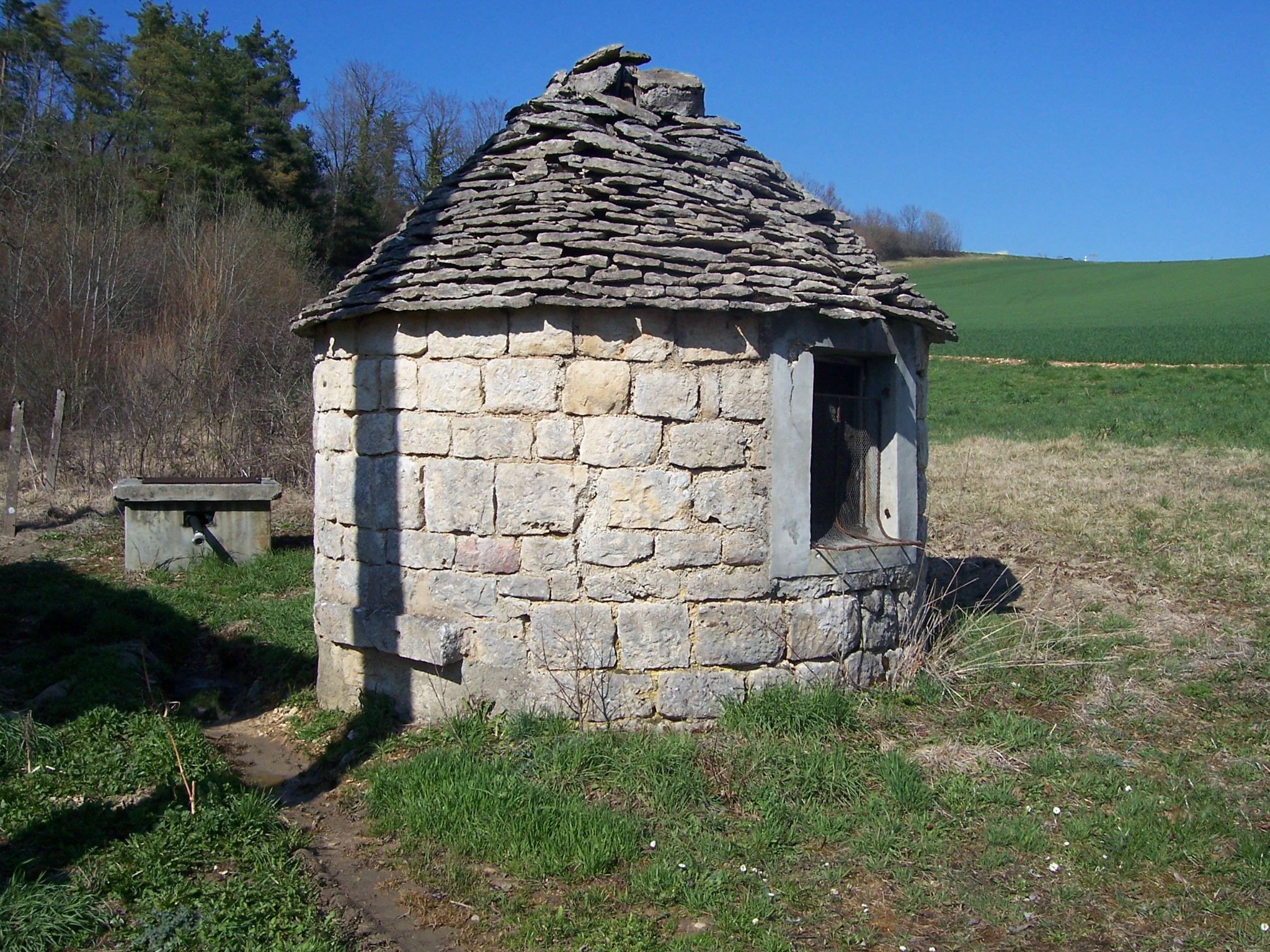

  - la cabote de Moitron.

### Personnalités liées à la commune
- Antoine Verdin (1772-1805), né à Moitron, capitaine de l'Empire. Mort à Alexandrie, département de Marengo (Italie).
- Louis Dorland, instituteur mort pour la France en 1918 ; l'école, aujourd'hui utilisée comme salle polyvalente, porte son nom.

### Héraldique
| Blason de Moitron | Blason  | D'azur à la mitre d'argent en chef et en pointe trois feuilles de chêne d'or posées en pal et en sautoir accompagnées de deux glands aussi d'or, le tout accosté de deux crosses affrontées aussi d'or, à la fasce ondée d'argent brochante sur les crosses. |
| Blason de Moitron | Détails | Le statut officiel du blason reste à déterminer. |